# Parastichopus parvimensis
Parastichopus parvimensis är en sjögurkeart. Parastichopus parvimensis ingår i släktet Parastichopus och familjen signalsjögurkor. Inga underarter finns listade i Catalogue of Life.